# Teodorico III di Katlenburg
Teodorico III di Katlenburg (intorno al 1075/1080 – Aquisgrana, 12 agosto 1106) fu l'ultimo conte di Katlenburg. Probabilmente utilizzò come sede del suo potere prima il castello di Katlenburg, costruito nell'XI secolo, e poi il castello di Stauffenburg, vicino all'importante zecca di Gittelde.

## Biografia
I suoi genitori furono Teodorico II di Katlenburg della stirpe degli Odoniani e Gertrude la Giovane di Brunswick. Dopo l'assassinio del padre nel 1085, gli succedette come conte sotto la tutela della madre, che lo schierò nel campo antimperiale.
Dopo il 1100 sposò Adele di Northeim (intorno al 1090-1123), figlia di Cuno di Northeim, conte di Beichlingen.
Nella lotta per il potere tra l'imperatore Enrico IV di Franconia e suo figlio (poi Enrico V), Teodorico si schierò con il figlio.
Nel 1104 attaccò una delegazione della chiesa di Magdeburgo, che si stava recando dall'imperatore Enrico IV a causa della cacciata dell'arcivescovo Enrico di Magdeburgo dalla sua diocesi e della riassegnazione dell'arcidiocesi di Magdeburgo. Tra le altre cose, catturò il partigiano imperiale e burgravio Ermanno di Sponheim-Magdeburgo e suo nipote, il prevosto Arduico (Hartwig) di Magdeburgo. Di conseguenza, il 30 novembre 1104 l'imperatore intraprese una spedizione punitiva contro Teodorico, ma questa venne interrotta a causa degli eventi di Fritzlar, quando il figlio dell'imperatore lasciò segretamente l'accampamento dell'esercito. A seguito di questa spedizione punitiva, iniziò la ribellione di Enrico V contro l'imperatore.
A  metà giugno/inizio luglio 1106, il re Enrico pose l'assedio a Colonia. Fu qui che Teodorico si ammalò a causa di un'epidemia che si stava diffondendo tra le file degli assedianti. Non è chiaro se morì in questa occasione o il 12 agosto 1106 ad Aquisgrana.
Il conte senza eredi rinunciò al castello di famiglia di Katlenburg intorno al 1105 e lo convertì in monastero. Alcune fonti che riportano la notizia della sua morte si riferiscono a Dietrich III come conte di Einbeck, perché la corte di Einbeck, che il capostipite dei conti di Katlenburg, il conte Udo, aveva ricevuto, era legata a importanti diritti.
Quando la stirpe si estinse, i possedimenti dei Katlenburg passarono in eredità ai Welfen. La sua vedova poco dopo sposò il conte Helperich di Plötzkau.